# خیالاتی
خیالاتی فیلمی به کارگردانی و نویسندگی منوچهر نوذری محصول سال ۱۳۵۲ است.

## خلاصه داستان
احمد با بازکردن گاو صندق حجره‌ای که در آن کار می‌کند چک‌ها و سفته‌های موجود در گاو صندوق را به صاحبانش پس می‌دهد، احمد از ترس صاحب حجره از شهر خارج می‌شود و در بیابان یک چراغ جادو می‌یابد...

## بازیگران
- همایون
- فرهاد خوشبخت
- مستانه جزایری
- روح‌الله مفیدی
- مهری ودادیان
- ناهید
- حسین ملکی
- جلال موسوی
- غلامرضا سرکوب
- طاهره غفاری
- عبدالله بوتیمار
- پوری بنایی
- رامش
- محمدرضا فاضلی
- فرشید فرزان
- فائقه آتشین
- لی‌لی
- علی میری
- مرتضی عقیلی
- ناتاشا
- منوچهر نوذری
- سیدهادی